# Winden im Elztal
Winden là một thị xã thuộc huyện Emmendingen, bang Baden-Württemberg, Đức. Đô thị này có diện tích 21,95 km², dân số thời điểm 31 tháng 12 năm 2020 là 2838 người.